# Верфф, Питер ван дер (бургомистр)
Питер Андрианс. ван дер Верфф (нидерл. Pieter Adriaansz. van der Werff; 14 июня 1529, Лейден — 4 января 1604, там же) — голландский государственный деятель, бургомистр Лейдена с 1573 по 1598 год (с перерывами). Руководил обороной города во время осады его испанцами.

## Биография

### Ранняя биография
Родился в 1526 году в семье кожевенника замшевых изделий Адриана Лаурийсзона Вермеера и Клары Класдохтер. У Питера было два брата — Адриан и Николас, и две сестры — Лендерт и Барбара. Отец его, выходец из Гауды, переехавший в Лейден в 1526 году, также был проповедником анабаптизма. В 1534 году за свои проповеди он был арестован и обезглавлен в Харлеме. Его жена отреклась от идей мужа и была приговорена только к штрафу, чем спасла себя и детей.
Как отец и братья, Питер был профессиональным кожевенником. Помимо этого, начал торговать мехами и шерстью, купил дом с большим двором и машиной-каландром. Ныне улица, на которой он был расположен, носит его имя.
Питер не использовал фамилию Вермеер в своей подписи, первоначально он подписывался как Питер Адрианс., затем в 1582 году как Питер Адрианс. ван Верфф, и с 1585 года Питер Адрианс. ван дер Верфф. Иногда сокращал свою подпись до Верфф или П. ван дер Верфф.
Первая жена Питера, Аафье Лауренсдохтер умерла после 5 лет брака. Затем Питер женился на Иде ван Тол, которая также вскоре умерла. В 1570 году ван дер Верфф женился в третий раз на дочери бургомистра Делфта Мари Дуйст ван Вурхот, которая родила ему шестерых детей — два сына и четыре дочери.

### На службе у Оранского
В 1550 году в Голландию прибыли первые проповедники кальвинизма, и Питер присоединился к их движению. В 1566 году по приказу герцога Альбы должны были быть арестованы лидеры и наиболее ярые сторонники учения Кальвина. В списки обвиняемых попал и ван дер Верфф, но был заранее предупреждён и бежал в немецкий город Эмден.
В Германии Питер сближается с борцами за независимость Нидерландов, в том числе с принцем Оранским. 24 июня 1568 года принц поручил Питеру и другому лидеру повстанцев, Адриану ван Свитену отправиться в Голландию с целью подготовки к прибытию его армии. Однако испанской армии удалось оттеснить вошедшие в Голландию войска Оранского за пределы страны. Ван дер Верфф и ван Свитен вернулись обратно в Эмден.
В 1570 году ван дер Верфф с пастором Юргеном Епеншем занимались сбором средств на помощь восставшим в голландских городах — Дордрехте, Гааге, Лейдене, Делфте, Роттердаме и ряде других, а также в окрестных деревнях. В 1571 году ван дер Верфф вернулся в Германию, в Гамбург, где занимался торговлей мехами и шкурами вместе с братьями.
В 1572 году ван дер Верфф по поручению Оранского путешествовал по Голландии, убеждая города делегировать своих представителей в Генеральные штаты Голландии. Также снова некоторое время занимался сбором средств на нужды Голландии.

### Бургомистр Лейдена

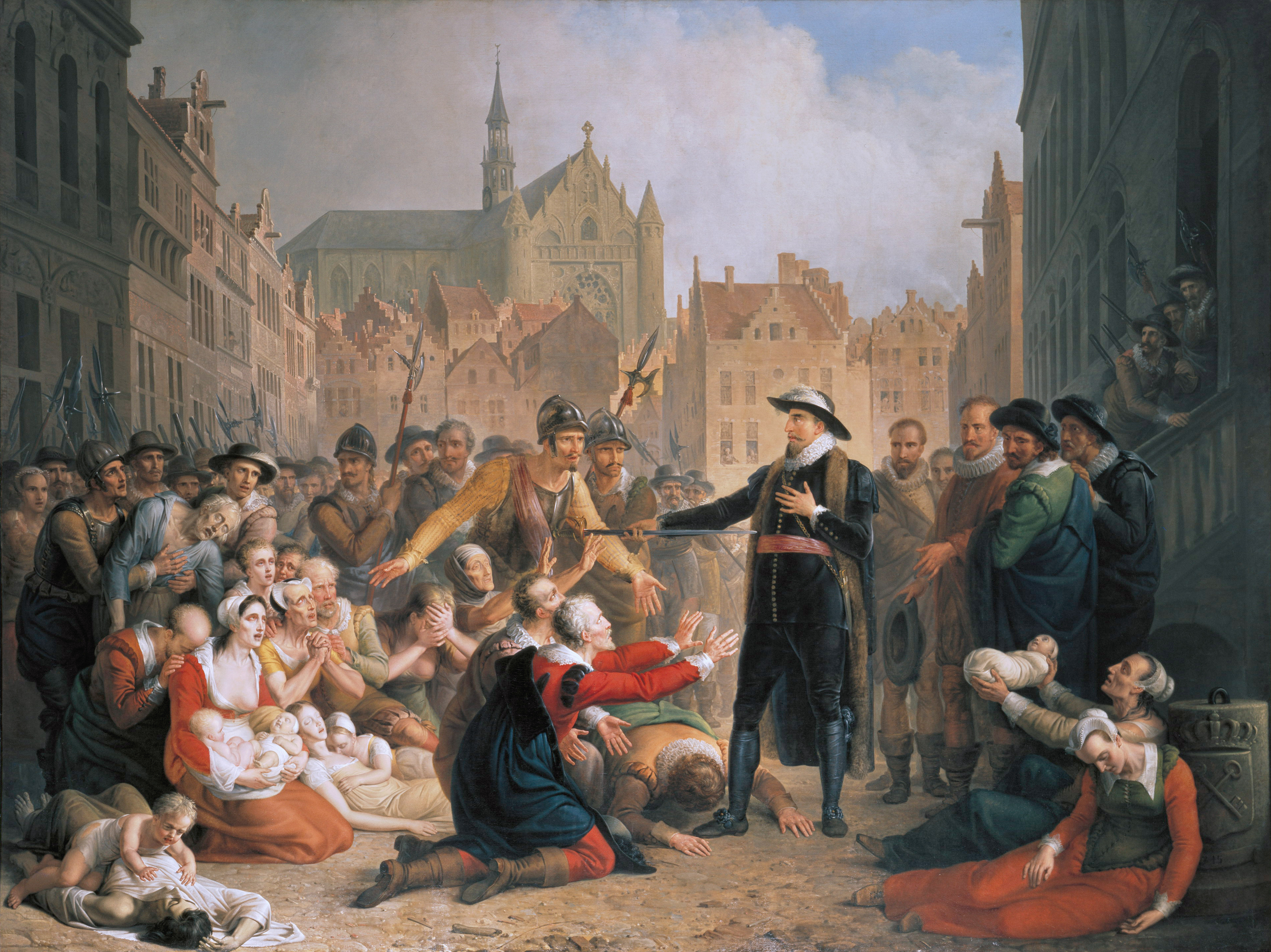
Самопожертвование бургомистра Ван дер Верффа, Маттеус ван Бре (1816-1817)

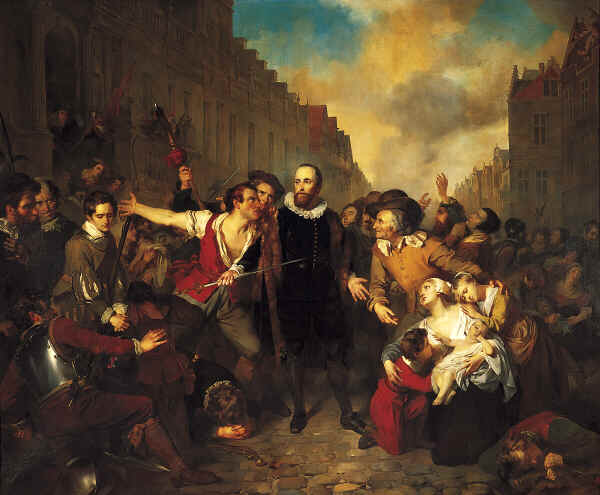
Самопожертвование бургомистра Ван дер Верффа, Густав Вапперс (1829)

17 мая 1573 года Питер ван дер Верфф был избран одним из четырёх бургомистров Лейдена. 29 мая 1573 года Питер получил приказ арестовать Виллема де ла Марка. При помощи союзного отряда из Делфта ван дер Верфф произвёл арест вице-адмирала и препроводил его в место заключения — замок Хонинген под Роттердамом.
31 октября 1573 года Лейден был окружён испанскими войсками под командованием Франсиско де Вальдеса. Лейденцам на помощь двинулась армия 
Людвига Нассауского. В марте осада была снята, а в апреле голландская армия была разбита в битве при Моке. В мае осада была возобновлена, чего не ожидали лейденцы, не успев запастись провиантом.
В городе разразился голод, а затем эпидемия чумы, унёсшая жизни тысяч лейденцев, в том числе и военного губернатора Дирка ван Бронкхорста, в результате чего командование обороной перешло к мэру ван дер Верффу. 4 сентября Вальдес отправил письмо в магистрат с условиями капитуляции, но город отказался сдаваться. 10 сентября флот Оранского, шедший на помощь осаждённым, прорвал испанскую оборону плотины, мешавшей голландцам по каналам подойти к городу. Однако вскоре испанцам удалось восстановить контроль над плотиной, уровень воды снизился, и флот сел на мель.
15 сентября горожане, увидев голландский флот на мели, потребовали хлеба и капитуляции. По легенде, Питер ван дер Верфф произнёс перед людьми слова: «У меня нет хлеба, но я знаю, что когда-нибудь должен умереть. Если вам поможет моя смерть, то отрубите мои руки, разрежьте тело на кусочки и разделите его поровну между собой. Это меня утешит». Этот эпизод известен как «самопожертвование бургомистра ван дер Верффа».
Только 1 октября ветер сменился на западный, вода стала пребывать, и флот повстанцев снова поднял паруса. В ночь со 2 на 3 октября испанцы отступили, сняв осаду Лейдена. На следующий день обоз повстанцев вошел в город, раздавая жителям селёдку и белый хлеб.

### После лейденской осады

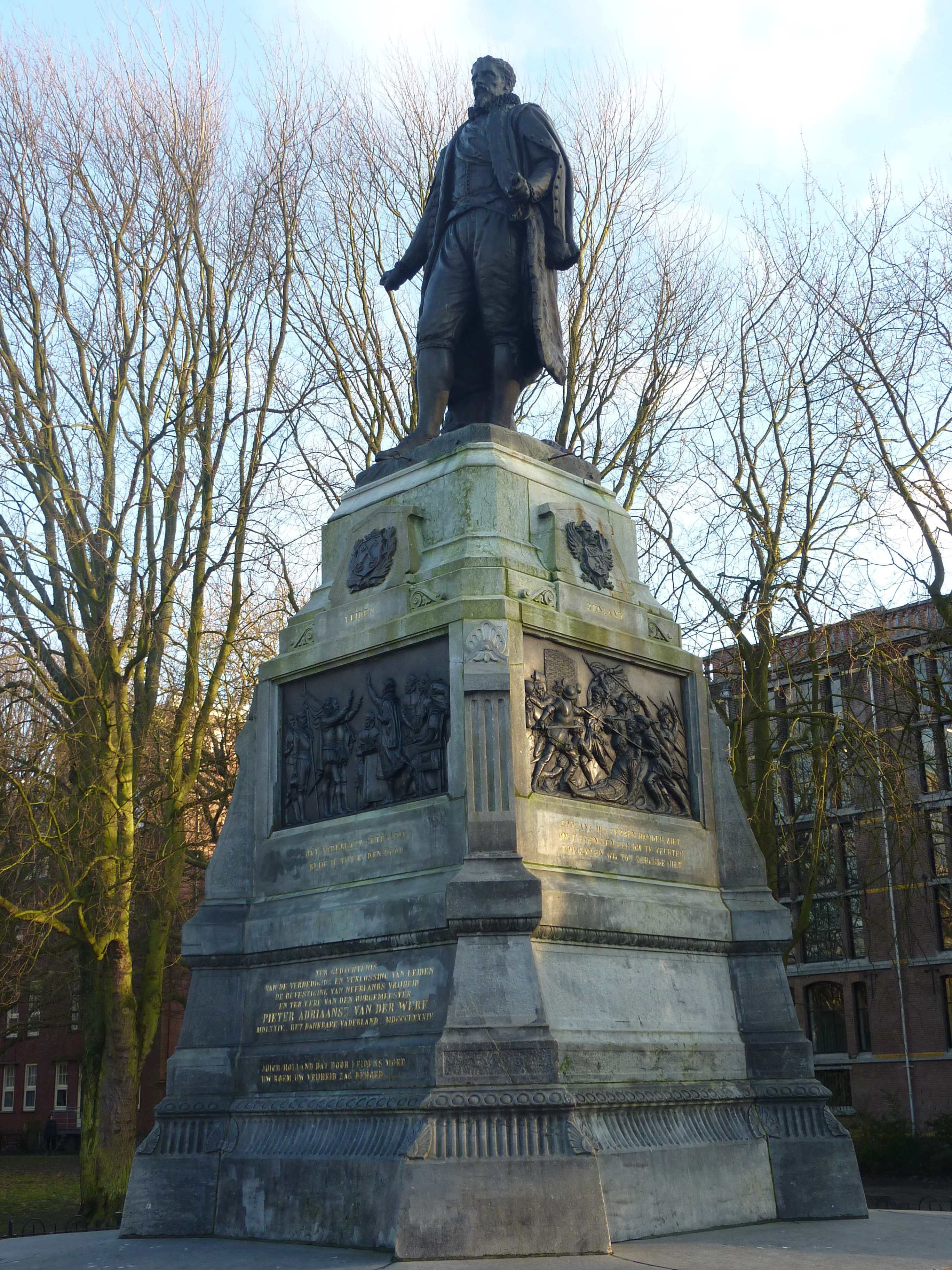
Памятник ван дер Верффу в одноимённом парке

До 1576 года ван дер Верфф занимался финансами и организацией поставок продовольствия в голландской армии. В 1577 году был снова избран бургомистром Лейдена. В 1578 году был посредником в конфликте между голландскими ремонстрантами и контраремонстрантами. В ноябре 1579 года был управляющим казной города Лейдена.
В 1587 году ван дер Верфф занимался сбором средств на поддержку военной кампании во Фландрии и Брабанте по просьбе Морица Оранского. Всего ван дер Верффу удалось собрать двенадцать тысяч гульденов.
4 января 1604 года Питер ван дер Верфф скончался в Лейдене на 74 году жизни.

## Память
В 1661 году на его могиле был установлен памятник, который был разрушен в 1807 году ударной волной от взрыва пороха на корабле. После разрушения памятник был восстановлен. В честь ван дер Верффа в Лейден назван парк, где также установлен ему памятник.
На ежегодном празднике 3 октября в Лейдене устраиваются торжественные мероприятия памяти бургомистра ван дер Верффа.